# John Fitzgerald (atleta)
James Francis “Jimmy” Fitzgerald (Londra, 3 novembre 1883 – ...) è stato un mezzofondista canadese.
Ha partecipato ai Giochi di Londra 1908, gareggiando in vari eventi di mezzofondo.